# ハインリヒ・リュプケ
ハインリヒ・リュプケ（Heinrich Lübke, 1894年10月14日 - 1972年4月6日）は、ドイツの政治家。ドイツ連邦共和国（西ドイツ）第2代連邦大統領（1959年 - 1969年）。

## 経歴

### 測量技師から政治家へ
エンクハウゼン（現ノルトライン・ヴェストファーレン州ズンデルン市の一部）生まれ。兄はのちにシュレスヴィヒ＝ホルシュタイン州首相を務めるフリードリッヒ＝ヴィルヘルム・リュプケである。1913年にアビトゥーア合格後、ボンの農業アカデミーで測地学、農学、農業工学を学ぶ。しかし1914年8月に第一次世界大戦が勃発すると、すぐに志願して従軍、1918年の終戦まで戦場で過ごし、最終階級は予備役少尉。終戦後学業に戻り、1921年に卒業し測量技術者となる。在学中に学生団（ブルシェンシャフト）に加盟。1921年から1924年まで、ミュンスターとベルリンで経済学を学ぶ。同時に1921年から中小農民の組合などで事務係として働き始める。1929年にヴィルヘルミーネ・コイテンと結婚。
ヴァイマル共和国時代、彼は中央党に属していた。1932年にプロイセン州議会に初当選。しかし、翌1933年にナチ党が政権を掌握。1933年3月の州議会選挙に当選した直後、ナチスは州議会を解散させてしまう。ナチ党の圧力により彼が率いる農民団体も解散を強いられる。1934年には汚職のかどで逮捕され、翌年になって釈放された。職を失ったリュプケは兄のフレンスブルクにある農場で働くが、1937年からベルリンで「ニーダーザクセン住宅建設・集落公社」に勤務。第二次世界大戦中は、軍需大臣アルベルト・シュペーア監督下の建設技術会社に測量技師や建築監督として勤務し、ドイツ東部における軍事施設建設に携わった。この建設には強制労働や強制収容所の囚人が従事していた。V2ロケットの実験などが行われたペーネミュンデ陸軍兵器実験場の建設も彼が監督した。
終戦後、ヘクスターで建設コンサルタントを開業。同年、ドイツキリスト教民主同盟（CDU）に入党。1946年にイギリス軍軍政部の任命した地域議会の議員となる。この議会はすぐにノルトライン＝ヴェストファーレン州議会に改編された。1947年に同議会で最初の自由選挙が行われ当選、1954年まで務める。1947年から1952年まで、ノルトライン・ヴェストファーレン州の食糧・農業・林業大臣を務める。1953年、農業協同組合の代表。一方、1949年に第1回ドイツ連邦議会の議員に当選。食糧・農業・林業委員会委員長を務める（‐1950年）。1953年に再度連邦議会議員に当選。第二次コンラート・アデナウアー内閣で食糧・農業・林業大臣に任命される。第3次アデナウアー内閣でも留任した。

### 不幸な連邦大統領

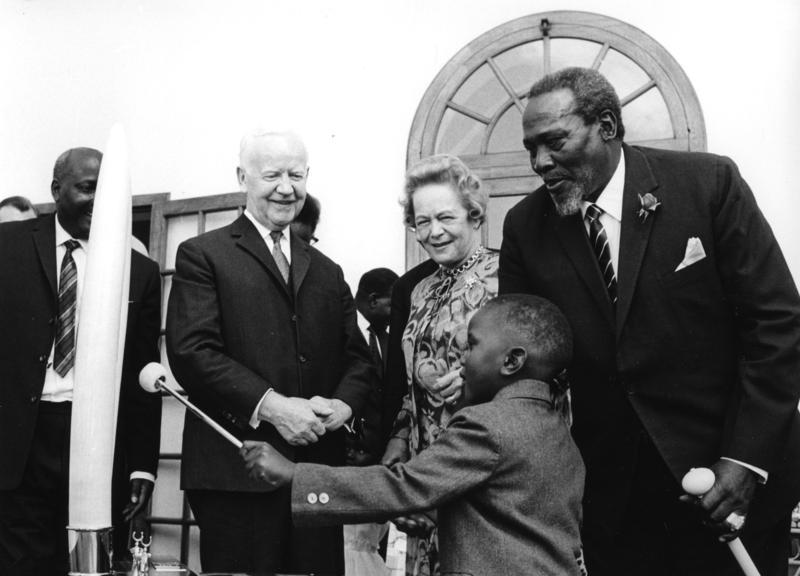
ケニア訪問中のリュプケ夫妻。右端はケニア初代大統領ジョモ・ケニヤッタ（1966年）

1959年7月1日、第2代連邦大統領に選出され、9月13日に就任した。本当はアデナウアーは自分の政権延命のためにライバルのルートヴィヒ・エアハルトを実権のない連邦大統領に祭り上げたかったが、拒絶されてリュプケに御鉢が回ってきたのだという。リュプケは1964年に再選され、合計2期10年を務めることになる。彼の在任中、とりわけ2期目には、演説などでの言い間違いや支離滅裂になることがしばしばあった。当時は原稿を見ないで喋ったためだと説明されていたが、のちに分ったことであるがこの頃すでに彼は脳梗塞の症状に侵されていた。当時この不幸に気付く者はおらず、彼の「言い間違い」を報じるためだけに多くのジャーナリストが外遊に同行した。
実際にマダガスカル訪問時に夫人と首都の名前を取り違えた程度の間違いはあったとはいえ、たとえばリベリア訪問時に「紳士淑女の皆さん、親愛なるニガー」と言ったという都市伝説さえ生んでいる。ドイツ語で„Gleich geht's los!“（すぐ始まるよ）と言おうとして英語で„Equal goes it loose“と言い間違えたとされるのもこの類である。彼の「失言」は漫談師やマスコミの格好のネタになり、バイエルン放送はリュプケを題材にした漫談の生放送を避けたくらいであった。彼の言い間違いを集めたレコードさえ出ている。1966年の1966 FIFAワールドカップの際、西ドイツとイングランドの決勝戦で、ゴールか否かでもめたイングランドの3点目（結果的に決勝点）を「球は入っていた」と述べ、また叩かれた。
さらには、東ドイツのメディアがリュプケを「ナチス強制収容所の現場監督」と呼んでいる、と西ドイツのメディアに報じられた。これはもともと東ドイツの国家保安省が西ドイツの連邦大統領の威信を落とすために仕組んだものであったが、今日の研究者は実際にリュプケが強制収容所と関わりがあったのは否定できないとしている。1968年には雑誌「シュテルン」が、ナチスによって強制労働に従事させられた労働者の収容所の設計図に、リュプケのサインがあると報じた。連邦議会選挙を控えていたこともあり、批判にさらされたリュプケは任期を3か月残して1969年6月に連邦大統領職を辞した。分裂ドイツ問題や独立間もないアフリカ諸国への支援に心を砕いたほか、連邦議会の可決した法案がドイツ連邦共和国基本法に抵触するとして、承認の署名を拒否するほど高い見識を有した連邦大統領としては、不幸な退任であった。
連邦大統領は退任後は定職に就くことは許されず、かといって名誉職も健康状態が許さなかったため、リュプケは隠棲して5000冊の蔵書に囲まれ、趣味である比較言語学や微生物学の研究に没頭した。CDUの党友でさえ退任後の彼をほとんど無視したが、唯一の例外は後任の連邦大統領だったグスタフ・ハイネマンだったという。晩年療養のためにカナリア諸島のテネリフェ島で休暇を過ごしたが、健康状態は好転しなかった。やがて言語障害や健忘を起こすようになる。彼は1972年3月30日に胃の出血により手術を受けて進行した胃癌が発見されたが、それは脳にまで転移していたのである。2度の喀血ののち、4月6日に77歳で亡くなった。死後、ケルン大聖堂で国葬を以て送られた。
彼は長らく属する宗派がカトリックの唯一の連邦大統領であったが、2010年7月に同じカトリックのクリスティアン・ヴルフが第10代連邦大統領に就任した。

## 表彰
1953年、ボン大学名誉博士号。1957年、ドイツ連邦共和国功労勲章大十字章。1959年（大統領就任時）、同特等大十字章。カールスルーエ、ボン、ズンデルン名誉市民。
1969年2月に公式訪問したニジェールの首都ニアメには、彼の名を冠した大通りがある。外遊は15回、訪問国は35ヶ国。1963年11月に日本にも訪問している。